# Kazuko Sugiyama
Kazuko Sugiyama  (杉山 佳寿子?, Sugiyama Kazuko) nata Kazuko Shibukawa (渋川佳寿子?, Shibukawa Kazuko) (Nagoya, 9 aprile 1947) è un'attrice e doppiatrice giapponese affiliata con la Aoni Production.
A febbraio 2010, ha ricevuto il "premio al merito" al quarto Seiyū Awards.
È principalmente conosciuta per aver doppiato il personaggio di Heidi nell'omonimo anime, la sirenetta Mako di Una sirenetta tra noi,  di Ganmo in Gu-Gu Ganmo, di Ten in Lamù, di Akane Kimidori in Dr. Slump and Arale-chan e di Korosuke in Kiteretsu Daihyakka.

## Ruoli principali

### Anime
- Heidi in Heidi
- Mako Urashima in Mahou no Mako-Chan
- Francoise Arnoul/003 in Cyborg 009 (1979)
- Akane in Dr. Slump
- Ten in Lamù
- Ranmaru in Mademoiselle Anne
- Bokomon in Digimon Frontier
- Colonel Violet in Dragon Ball
- Fuzuki Kouyama in Full Moon o Sagashite
- Dante in Fullmetal Alchemist
- Camelot in Fushigiboshi no Futagohime
- Jun the Swan in Gatchaman
- Marina's Sister in La Sirenetta, la più bella favola di Andersen
- Korosuke in Kiteretsu Daihyakka
- Kikuko (Agatha) in Pokémon
- Celebi in Pokémon 4Ever
- Mirai in La regina dei mille anni
- Sakura in Ranma ½
- Charlotte in Il Tulipano Nero
- Chao (Katy) in Unico
- Naida in UFO Robot Goldrake
- Lolo in The Adventures of Scamper the Penguin
- Makiko in Tamagotchi: The Movie
- Desparaia in Yes! Pretty Cure 5
- Laura in Sogen no shojo Rora

### Videogiochi
- Black Bomber, White Bomber in Super Bomberman 3
- Black Bomber, White Bomber in Super Bomberman 4
- Black Bomber, White Bomber in Super Bomberman 5
- Black Bomber, White Bomber in Neo Bomberman
- Black Bomber, White Bomber in Bomberman Fantasy Race
- White Bomber in Bomberman World
- White Bomber in Bomberman Party Edition
- Jun the Swan in Tatsunoko Fight
- Jun the Swan in Tatsunoko vs. Capcom

## Doppiatrici italiane
Nelle versioni in italiano è sostituita da:
- Francesca Guadagno in Heidi
- Liliana Sorrentino in UFO Robot Goldrake
- Rossella Acerbo in Una sirenetta tra noi
- Silvia Pepitoni in Cyborg 009
- Valeria Perilli in Gatchaman (Jun il Cigno - edizione TV)
- Cinzia Massironi in Gatchaman (Jun il Cigno - edizione home video)
- Daniela Gatti in La regina dei mille anni
- Federica Gianotti in Laura
- Emanuela Pacotto in Dr. Slump (Akane)
- Federica De Bortoli in Dr. Slump (Akane - OAV)
- Isa Di Marzio in Lamù (Ten - 1° voce)
- Susanna Fassetta in Lamù (Ten - 2° voce)
- Laura Boccanera in Lamù (Ten - 3° voce)
- Tatiana Dessi in Lamù (Ten - 4° voce)
- Lara Parmiani in Lamù (Ten - Dynit)
- Antonella Baldini in Una ragazza alla moda
- Grazia Migneco in Pokémon
- Alessio Cigliano in Digimon Frontier
- Laura Rizzoli in Fullmetal Alchemist
- Monica Gravina in Yes! Pretty Cure 5
- Valeria Falcinelli in Pokémon Generazioni